# 瓦西里夫卡 (克特里薩尼夫卡市鎮)
47°56′58″N 32°16′0″E / 47.94944°N 32.26667°E
瓦西里夫卡（烏克蘭語：Василівка）是位於烏克蘭中部的村莊，由基洛夫格勒州克羅皮夫尼茨基區的克特里薩尼夫卡市鎮負責管轄。該村面積1.08平方公里，海拔高度136米，2001年人口332，人口密度每平方公里306.8人。